# 保立沙織
保立 沙織（ほたて さおり、女性、1983年10月24日 - ）は、日本の女子競輪選手、元プロビーチバレーボール選手。競輪選手としては、日本競輪選手会神奈川支部所属、ホームバンクは川崎競輪場。日本競輪選手養成所（以下、養成所）第118期生。師匠は野村純宏（82期）。ビーチバレーボール時代はスポーツクラブNASに所属。

## 来歴
茨城県神栖市出身。東京女子体育大学在学中の2002年から2005年まで全日本ビーチインカレで4連覇を達成している。同学卒業後はスポーツクラブNASに所属し、高尾和行の指導を受け、永田唯や宮川紗麻亜らとペアを組み、JBVツアーに参戦。
2013年8月の第27回ビーチバレージャパンで、宮川紗麻亜とペアを組み準優勝に輝いた。
2017年ジャパンビーチバレーサテライト品川SBAシリーズ東京大会ビーチバレーボール1位。
2019年1月17日、日本競輪学校（当時）第118回適性試験に合格。養成所在所中は女子選手候補生自治会長を務め、競走成績は19位（0勝）。
2020年5月29日、小倉競輪場での新人戦「競輪ルーキーシリーズ2020」でデビューし7着。初勝利は2021年2月22日の奈良競輪場で挙げた。

## 球歴
- 所属チーム履歴

市立神栖一中 → 土浦日本大学高校 → 東京女子体育大学 → スポーツクラブNAS
- 受賞歴